# William Ching
William Brooks Ching (Saint Louis, 2 ottobre 1913 – Tustin, 1º luglio 1989) è stato un attore statunitense.

## Filmografia parziale

### Cinema
- The Mysterious Mr. M, regia di Lewis D. Collins (1946)
- I briganti (The Michigan Kid), regia di Ray Taylor (1947)
- La vedova pericolosa (The Wistful Widow of Wagon Gap), regia di Charles Barton (1947)
- Due ore ancora (D.O.A.), regia di Rudolph Maté (1950)
- Il diritto di uccidere (In a Lonely Place), regia di Nicholas Ray (1950)
- The Showdown, regia di Dorrell McGowan e Stuart E. McGowan (1950)
- Il diavolo nella carne (Surrender), regia di Allan Dwan (1950)
- Il mio bacio ti perderà (Belle Le Grand), regia di Allan Dwan (1951)
- I lancieri del Dakota (Oh! Susanna), regia di Joseph Kane (1951)
- I pirati di Barracuda (The Sea Hornet), regia di Joseph Kane (1951)
- Nagasaki (The Wild Blue Yonder), regia di Allan Dwan (1951)
- Lui e lei (Pat and Mike), regia di George Cukor (1952)
- La divisa piace alle signore (Never Wave at a WAC), regia di Norman Z. McLeod (1953)
- Morti di paura (Scared Stiff), regia di George Marshall (1953)
- Tre ragazze di Broadway (Give a Girl a Break), regia di Stanley Donen (1953)
- Il grande matador (The Magnificent Matador), regia di Budd Boetticher (1955)
- Terra infuocata (Tall Man Riding), regia di Lesley Selander (1955)
- Selvaggio west (Escort West), regia di Francis D. Lyon (1959)

### Televisione
- Our Miss Brooks – serie TV, 4 episodi (1955)
- TV Reader's Digest – serie TV, episodio 2x21 (1956)
- Passport to Danger – serie TV, 2 episodi (1956)
- Scienza e fantasia (Science Fiction Theatre) – serie TV, episodi 1x31-2x28-2x31 (1955-1956)
- Panico (Panic!) – serie TV, episodio 1x08 (1957)
- Steve Canyon – serie TV, episodio 1x05 (1958)
- Perry Mason – serie TV, episodio 2x01 (1958)
- Indirizzo permanente (77 Sunset Strip) – serie TV, episodio 1x18 (1959)